# 골육종
골육종(骨肉腫, osteosarcoma, OS, osteogenic sarcoma, OGS)은 뼈 속의 암 종양이다.
골육종은 특히 중간엽 기원의 원시적 형질 전환 세포(육종)에서 발생하며 조골 세포 분화를 보이고 악성 골종양을 생성하는 공격적인 악성 신생물이다. 골육종은 뼈에서 발생하는 원발성 육종 중 가장 흔한 조직학적 형태이다. 주로 청소년과 젊은 성인에게 가장 흔하게 발생한다.

## 징후 및 증상
많은 환자들이 밤에 더 심하고 간헐적이며 다양한 강도의 통증을 호소하며 오랫동안 통증이 지속될 수 있다. 스포츠 활동을 활발히 하는 청소년은 대퇴골 아래쪽 또는 무릎 바로 아래에 통증을 호소하는 경우가 많다. 종양이 크면 명백한 국소 부종으로 나타날 수 있다. 종양에 걸린 뼈는 정상 뼈만큼 강하지 않아 경미한 외상에도 비정상적으로 골절될 수 있기 때문에 갑작스러운 골절이 첫 번째 증상인 경우도 있다. 골반에 발생한 종양처럼 피부와 가깝지 않은 심부 종양의 경우 국소 부종이 뚜렷하지 않을 수 있다.

## 원인
여러 연구 그룹에서 암 줄기세포와 종양을 유발하는 유전자 및 단백질과 함께 다양한 표현형을 유발할 수 있는 암 줄기세포의 잠재력을 조사하고 있다. 다른 질환에 대한 방사선 치료는 드물게 원인이 될 수 있다.
- 저등급 중추성 골육종 및 골막하 골육종을 포함한 저등급 골육종의 종양 세포에는 작은 과수성 마커 염색체 또는 거대 막대 염색체가 존재하며,[8] 다양한 잠재적 발암 유전자를 가지고 있으며,[9] 이러한 골육종의 발생에 기여하는 것으로 생각된다. (골육종에서의 작은 과수성 마커 염색체 및 거대 막대 염색체, Small supernumerary marker chromosomes and giant rod chromosomes in osteosarcomas 참조).
- 13q14 염색체 결손으로 망막모세포종 유전자가 비활성화되는 가족력은 골육종 발병 위험이 높은 것과 관련이 있다.
- 파제트 골 질환, 섬유성 이형성증, 연골종증, 유전성 다발성 외골격증 등의 골 이형성증은 골육종의 위험을 높이다.
- 리-프라우메니 증후군(생식세포 TP53 돌연변이)은 골육종 발병의 주요 원인이다.
- 로스문트-톰슨 증후군(선천성 골 결손, 모발 및 피부 이형성증, 성선 기능 저하증, 백내장의 상염색체 열성 연관성)은 이 질환의 위험 증가와 관련이 있다.
- 뼈를 찾는 자라는 별명을 가진 Sr-90을 다량 섭취하면 동물의 골암과 백혈병 위험이 증가하며, 사람 역시 마찬가지일 것으로 추정된다.[10]

수돗물 불소화와 암 또는 암으로 인한 사망 사이에는 일반적인 암과 특히 골암 및 골육종 모두에 대해 명확한 연관성이 없다. 일련의 연구에 따르면 수중 불소 농도는 골육종과 관련이 없다는 결론을 내렸다. 불소 노출과 골육종의 연관성에 대한 믿음은 1990년 미국 국립 독성학 프로그램에서 수컷 쥐를 대상으로 한 연구에서 불소와 골육종의 연관성에 대한 불확실한 증거를 보여준 데서 비롯되었다. 그러나 쥐에서 불소가 암을 유발한다는 확실한 증거는 아직 없다. 수돗물 불소화는 시민의 치아 건강을 개선하기 위해 전 세계적으로 시행되고 있다. 또한 건강에도 큰 도움이 되는 것으로 간주되고 있다. 미국 환경 보호국은 상수도의 불소 농도를 리터당 4밀리그램을 넘지 않도록 규제하는 등 상수도의 불소 농도는 규제되고 있다. 실제로 상수도에는 이미 자연적으로 발생하는 불소가 함유되어 있지만, 많은 지역 사회에서는 충치를 줄일 수 있을 정도로 불소를 더 추가하기로 결정했다. 불소는 또한 새로운 뼈 형성을 유발하는 것으로도 알려져 있다. 그러나 추가 연구에 따르면 불소화된 물로 인한 골육종 위험은 인간에게 나타나지 않았다. 대부분의 연구는 식수 내 불소 농도가 다른 특정 지역에서 발생한 골육종 환자 수를 세는 방식으로 진행되었다. 데이터의 통계 분석 결과, 불소화 지역별로 골육종 환자 발생에 큰 차이가 없는 것으로 나타났다. 또 다른 중요한 연구는 골육종 환자의 뼈 샘플을 채취하여 불소 농도를 측정하고 새로 진단된 악성 골종양의 뼈 샘플과 비교하는 것이었다. 그 결과 골육종 환자와 종양 대조군의 뼈 샘플에서 불소 농도 중앙값이 크게 다르지 않은 것으로 나타났다. 뼈의 불소 농도뿐만 아니라 골육종 환자의 불소 노출량도 건강한 사람과 크게 다르지 않다는 것이 입증되었다.

## 기전

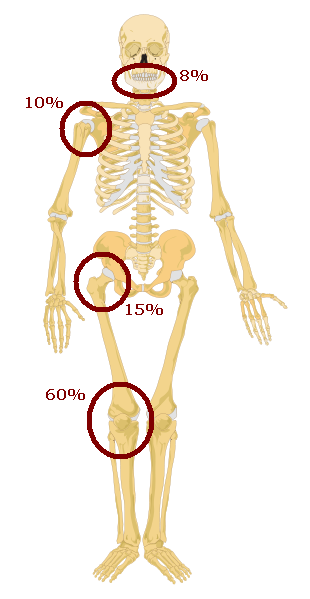
골육종 호발 부위

골육종은 뼈가 성장하는 부위에서 발생하는 경향이 있는데, 아마도 이 부위의 조골 세포가 증식하면서 세포의 변형으로 이어질 수 있는 돌연변이를 획득하기 쉽기 때문일 것이다(RB 유전자와 p53 유전자가 일반적으로 관련됨). 종양은 긴 뼈의 끝(일반적으로 형이상학에서)에 국한될 수 있다. 대부분 경골이나 상완골의 근위 끝 또는 대퇴골의 원위 끝에 영향을 미친다. 골육종은 60%의 경우 무릎 주변, 15%는 엉덩이 주변, 10%는 어깨, 8%는 턱 부위에 발생하는 경향이 있다. 종양은 석회화된 뼈의 종양 돌기가 직각으로 방사되기 때문에 단단하고 단단하며 불규칙한다("전나무", "나방이 먹은" 또는 "태양이 터진" 모양으로 엑스레이 검사에서 보인다). 이러한 직각 방사 현상은 코드만 삼각형으로 알려져 있는데, 이는 특징적이지만 골육종을 진단하는 것은 아니다. 일반적으로 주변 조직은 침윤되어 있다.

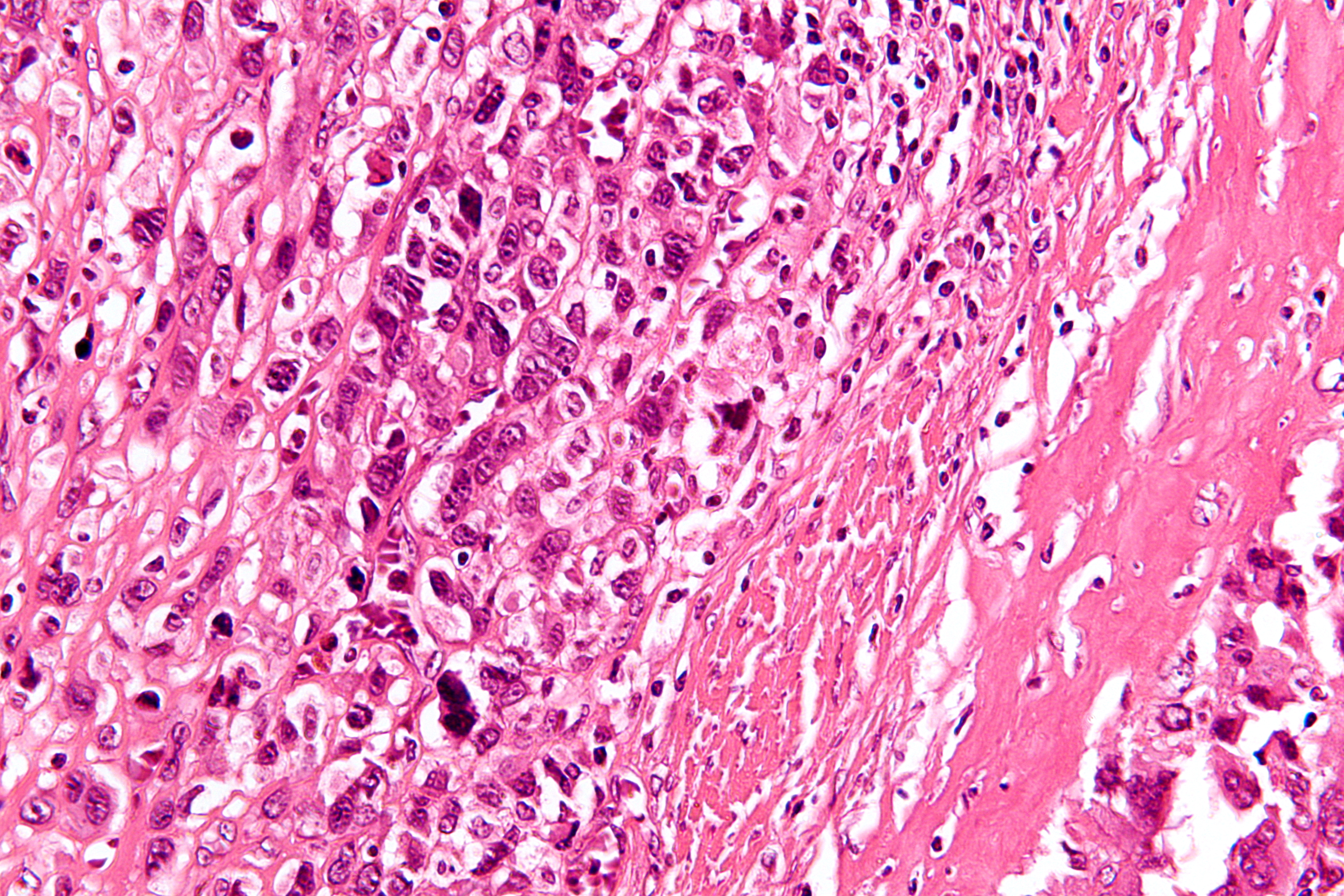
골육종 H&E 염색에서 골육종 형성을 보여주는 고배율 현미경 사진

현미경적인 골육종의 특징은 종양 내에 골육종(뼈 형성)이 존재한다는 것이다. 종양 세포는 매우 다형성(역형성)이며, 일부는 거대하고 수많은 비정형 유사 분열을 보인다. 이러한 세포는 중심 석회화 유무에 관계없이 불규칙한 섬유주(무정형, 호산구성/분홍색)를 나타내는 골종을 생성한다(헤마톡실린친화성/파란색, 과립형). 종양 뼈, 종양 세포는 골격 기질에 포함되어 있다. 존재하는 종양 세포의 특징 (뼈 세포, 연골 세포 또는 섬유 아세포 세포와 유사한 지 여부)에 따라 종양을 하위 분류 할 수 있다. 골육종은 다핵성 파골세포 유사 거대 세포를 나타낼 수 있다.

## 진단

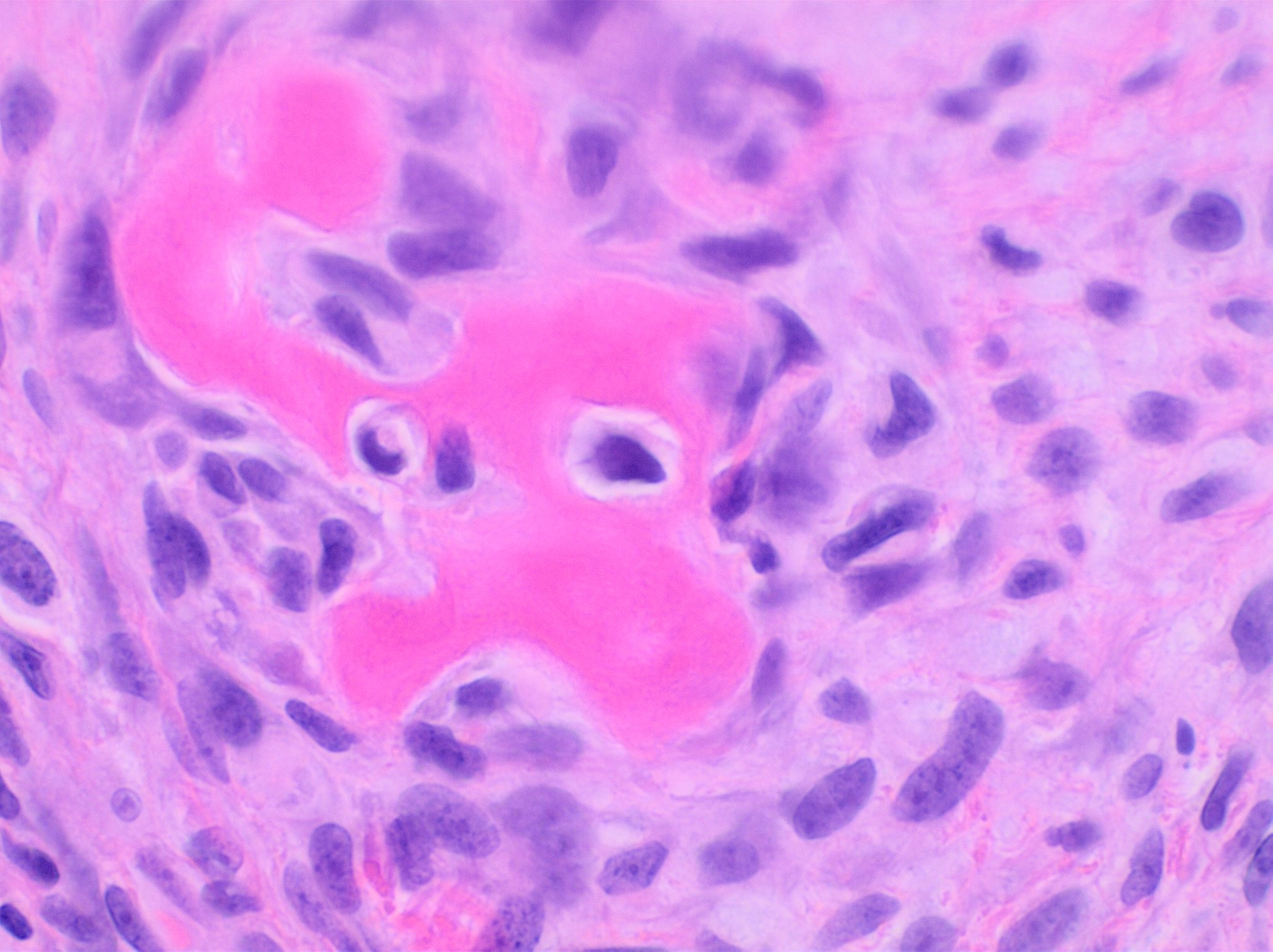
골육종의 조직 병리학, 높은 핵 다형성을 가진 종양 세포를 보여주지만 종양성 골 기질에 갇힌 세포에서는 상대적으로 덜 나타난다(이 H&E 염색 슬라이드에서 분홍색으로 나타남).

엑스레이는 골육종을 진단하기 위해 가장 먼저 선택하는 영상이다. 엑스레이에서 보이는 골육종의 몇 가지 특징은 햇볕에 튀어나온 모양과 코드만 삼각형(종양에 의해 새로운 뼈가 형성되는 골피질의 돌출)이다. CT 스캔은 뼈의 해부학적 구조, 뼈 피질의 완전성, 병적 골절 감지, 골화(새로운 뼈 물질의 생성) 및 연골의 석회화 평가에 유용하다. 반면에 연조직과 골수강은 MRI 스캔으로 더 잘 촬영된다.
대부분의 경우 골육종의 초기 징후는 정기 치과 검진 시 촬영한 엑스레이에서 발견된다. 골육종은 하악골(아래턱)에 자주 발생하므로 치과 의사는 골육종을 암시하는 징후를 찾도록 훈련받는다. 이 암의 방사선 소견은 매우 다양하지만, 일반적으로 치주 인대 공간이 대칭적으로 넓어지는 것을 볼 수 있다. 골육종 또는 다른 기저 질환을 의심할 만한 이유가 있는 치과의사는 환자를 구강악안면외과 전문의에게 조직검사를 의뢰한다. 안면 부위 이외의 골육종 의심 부위에 대한 생검은 자격을 갖춘 정형외과 종양 전문의가 실시해야 한다. 미국 암 협회는 "아마도 다른 어떤 암에서도 이 절차를 제대로 수행하는 것만큼 중요한 것은 없을 것이다. 생검을 잘못 수행하면 절단된 팔다리를 살리기 어려울 수 있다."라고 설명한다. 또한 폐로 전이될 수 있으며, 주로 흉부 엑스레이에서 하부 부위에 가장 흔한 단독 또는 여러 개의 둥근 결절로 나타난다.

### 변형
- 일반적인 조골세포, 연골세포, 섬유아세포 골육종
- 혈관 확장성 골육종
- 소세포 골육종
- 낮은 등급의 중앙 골육종
- 골막 골육종
- 골막주위 골육종
- 이차 골육종
- 고등급 표면형 골육종
- 골격 외 골육종

## 치료
골육종에서는 암을 일괄적으로 절제하는 근치적 외과적 완전 절제술이 최선의 치료법이다. 환자의 약 90%가 사지 보존 수술을 받을 수 있지만, 합병증, 특히 감염, 보철물 풀림 및 불유합, 국소 종양 재발로 인해 추가 수술이나 절단이 필요할 수 있다.
미파무르타이드는 환자가 종양 제거 수술을 받은 후 화학 요법과 함께 사용하여 남은 암세포를 죽여 암 재발 위험을 줄이다. 또한 종양을 제거한 후 회전 성형술을 받을 수 있는 옵션도 있다.
골육종 환자는 육종 관리 경험이 풍부한 종양내과 전문의와 정형외과 전문의가 가장 잘 관리할 수 있다. 현재 표준 치료는 신보조 화학 요법(수술 전에 투여하는 화학 요법)을 사용한 후 외과적 절제술을 시행하는 것이다. 수술 후 종양에서 관찰되는 종양 세포 괴사(세포 사멸)의 비율은 예후에 대한 기준을 제공하고 종양 전문의에게 수술 후 화학 요법을 변경해야 하는지 여부를 알려준다.
표준 치료는 가능한 경우 사지 보존 정형외과 수술(또는 경우에 따라 절단)과 고용량 메토트렉세이트와 류코보린 구조, 동맥 내 시스플라틴, 아드리아마이신, 이포스파미드와 메스나, BCD(블레오마이신, 사이클로포스파미드, 닥티노마이신), 에토포사이드 및 무라밀 트리펩타이드를 병용하는 방법이다. 회전 성형술을 사용할 수 있다. 괴사율이 낮은 경우 이포스파미드를 보조 치료로 사용할 수 있다.
골육종에 대한 화학 요법의 성공에도 불구하고 소아암 중 가장 낮은 생존율을 보이는 암 중 하나이다. 보고된 최고 10년 생존율은 92%이며, 동맥 조영술 반응에 따라 치료를 개별화하는 공격적인 동맥 내 요법이 사용된다. 3년 무사건 생존율은 50%에서 75%, 5년 생존율은 60%에서 85% 이상에 이르는 연구도 있다. 전반적으로 5년 전에 치료를 받은 환자의 65~70%가 현재 생존해 있다. 이러한 생존율은 전체 평균이며 개별 괴사율에 따라 크게 달라진다.
필그라스팀 또는 페그필그라스팀은 백혈구 수와 호중구 수에 도움이 된다. 수혈과 에포에틴 알파는 빈혈에 도움이 된다. 골육종 세포주 패널에 대한 전산 분석을 통해 골육종에서 새로운 공유 및 특정 치료 표적(단백질체 및 유전자)이 확인되었으며, 표현형에서는 종양 미세 환경의 역할이 증가했음을 보여주었다.

## 예후
예후는 세 그룹으로 나뉜다.
- 1기 골육종은 드물며 골막 골육종 또는 저급 중추성 골육종을 포함한다. 광범위 절제 시 예후가 우수하다(90% 이상).
- 2기 골육종의 예후는 종양의 부위(근위 경골, 대퇴골, 골반 등), 종양 덩어리의 크기, 신보조 화학요법으로 인한 괴사 정도에 따라 달라진다. 폐로의 원격 전이와 관련이 있는 p-당단백질 정도, 종양이 cxcr4 양성인지 또는 Her2 양성인지 여부와 같은 다른 병리학적인 요인도 중요하다.[30] 전이성 골육종 환자의 예후는 전이까지의 시간이 길수록(12개월 이상에서 4개월 미만), 전이 개수가 적을수록, 그리고 절제 가능성이 높을수록 좋아진다. 전이까지의 시간이 긴 것보다 전이가 적은 것이 더 좋다. 전이 기간이 길고(24개월 이상) 결절 수가 적은(2개 이하) 경우 예후가 가장 좋으며, 전이 후 2년 생존율은 50%, 5년 생존율은 40%, 10년 생존율은 20%이다. 전이가 국소 및 지역 전이인 경우 예후가 더 나쁘다.
- 폐 전이가 있는 3기 골육종의 초기 증상은 원발성 종양과 폐 결절의 절제 가능성, 원발성 종양의 괴사 정도, 전이 수에 따라 달라질 수 있다. 전체 생존 예후는 약 30%이다.[31]

뼈와 관절의 악성 신생물로 인한 사망은 소아암 사망자 중 많은 수를 차지한다. 그 중 알려지지 않은 경우도 많다. 골육종으로 인한 사망률은 매년 약 1.3%로 감소하고 있다. 골육종의 장기 생존 확률은 20세기 후반에 극적으로 개선되어 2009년에는 약 68%에 달했다.

## 역학
골육종은 소아암 중 8번째로 흔한 형태로, 소아 환자에서 발생하는 모든 악성 종양의 2.4%를 차지하며 전체 원발성 골암의 약 20%를 차지한다.
20세 미만 미국 환자의 골육종 발생률은 일반 인구에서 연간 백만 명당 5.0명으로 추정되며, 흑인, 히스패닉, 백인 인종에 따라 약간의 차이가 있다(각각 연간 백만 명당 6.8명, 6.5명, 4.6명). 남성(연간 백만 명당 5.4명)이 여성(연간 백만 명당 4.0명)보다 약간 더 흔하다.
대퇴골에서 42%, 경골에서 19%, 상완골에서 10%로 관상의 긴 뼈의 형태 변화 부위에서 더 자주 발생한다. 전체 사례의 약 8%는 두개골과 턱에서, 나머지 8%는 골반에서 발생한다.
미국에서 매년 진단받는 900명 중 약 300명이 사망한다. 두 번째 발병률 정점은 노년층에서 발생하며, 일반적으로 파제트병과 같은 기저 뼈 병리와 관련이 있다.

## 기타 동물

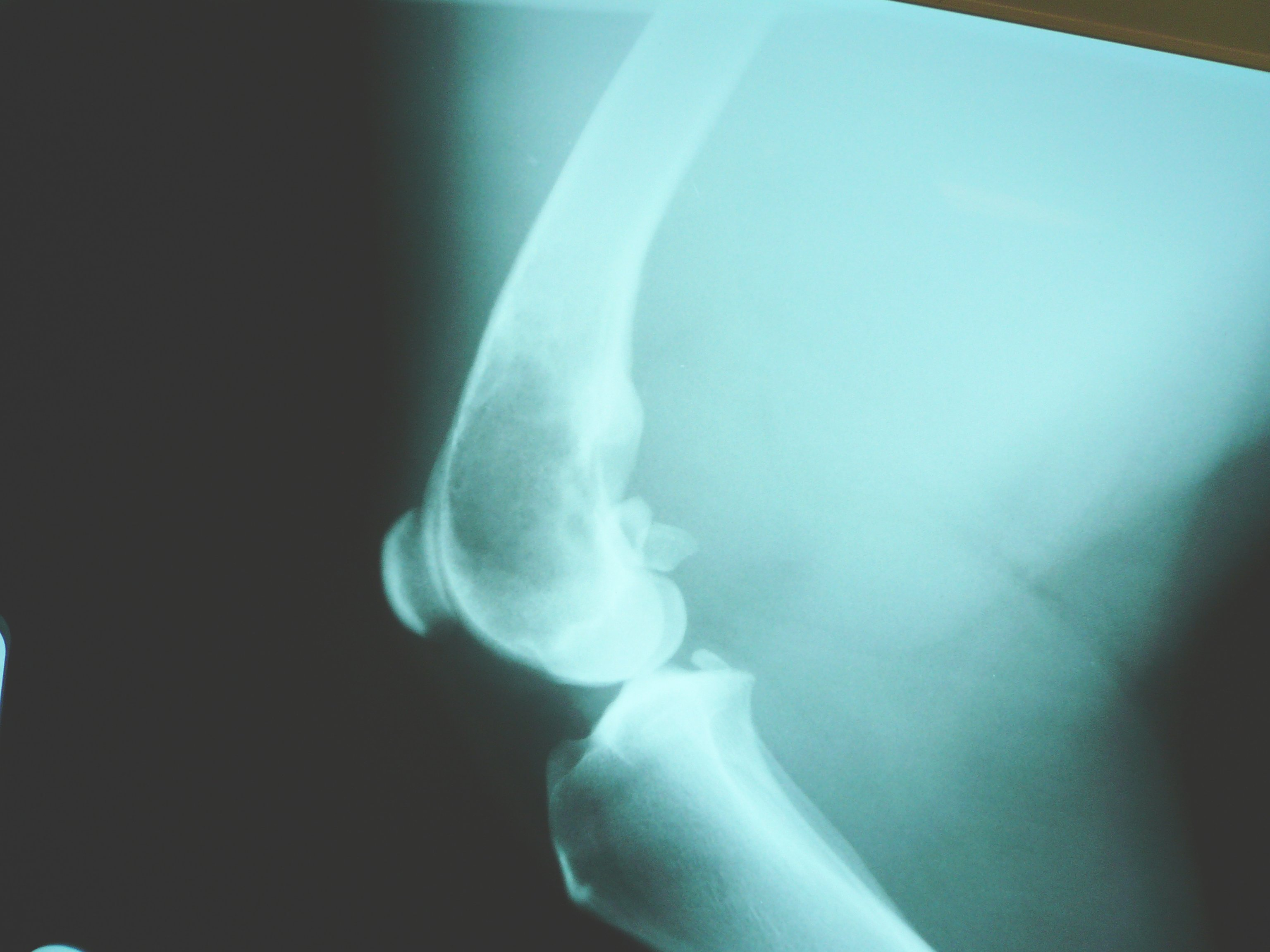
개의 원위 대퇴골 골육종 X- 선 촬영

### 위험요소
골육종은 개에게 가장 흔한 뼈 종양으로 아이리쉬 울프하운드, 그레이하운드, 저먼 셰퍼드, 로트와일러, 산악 견종(그레이트 피레네, 세인트 버나드, 레온버거, 뉴펀들랜드), 도베르만 핀셔, 그레이트 데인 등 중년의 대형견 및 거대견에게 주로 발병한다. 사람보다 개에서 발병률이 10배 더 높다. 세인트 버나드 견종에서 유전적 기반이 있는 것으로 나타났다. 중성화 수술을 한 개는 그렇지 않은 개보다 골육종에 걸릴 위험이 두 배나 높다. 기생충인 스피로세르카 루피에 감염되면 식도 골육종이 발생할 수 있다.

### 임상증상
가장 흔하게 영향을 받는 뼈는 근위 상완골, 원위 요골, 원위 대퇴골, 경골이며, "팔꿈치에서 멀리, 무릎에서 가깝게"라는 기본 전제를 따르다. 다른 부위로는 갈비뼈, 하악골, 척추, 골반 등이 있다. 드물게 연조직에서 골육종이 발생할 수 있다(골격 외 골육종). 팔다리 뼈와 관련된 종양의 전이는 매우 흔하며 일반적으로 폐로 전이된다. 종양은 심한 통증을 유발하며, 심지어 영향을 받은 뼈의 골절로 이어질 수도 있다. 사람의 골육종과 마찬가지로 뼈 생검은 최종 진단을 내리기 위한 결정적인 방법이다. 골육종은 다른 뼈 종양 및 골수염과 같은 다양한 다른 병변과 감별해야 한다. 특히 두개골 골육종의 감별 진단에는 연골 육종과 다엽성 골종양 등이 포함된다.

### 치료 및 예후
절단이 초기 치료이지만 이것만으로는 전이를 예방할 수 없다. 절단과 화학 요법을 병행하면 생존 기간이 향상되지만 대부분의 개는 여전히 1년 이내에 사망한다. 다리를 살리기 위해 고안된 수술 기술(사지 보존술)은 예후를 개선하지 못한다. 최근 일부 연구에 따르면 알렌드로네이트와 파미드로네이트와 같은 파골세포 억제제는 골 용해를 감소시켜 통증의 정도와 병적 골절의 위험을 줄여 삶의 질에 유익한 영향을 미칠 수 있다.

### 분자적 변경
개 골육종은 인간의 질병과 유사한 패턴의 분자적 체세포 변형을 보인다. 둘 다 유전적 불안정성과 핵형 복잡성이 특징이며, 반복적으로 변이되는 유전자로는 TP53, RB1, PTEN, MYC, PIK3CA 등이 있다. 반면, 히스톤 메틸전달효소 유전자 SETD2의 돌연변이는 인간 골육종에서는 드물지만 개 종양의 21%에서 확인되었다.

### 고양이
골육종은 고양이에게 가장 흔한 뼈 종양이지만 자주 발생하지는 않으며, 대부분 뒷다리에 발생한다. 이 암은 일반적으로 개보다 고양이에서 덜 공격적이기 때문에 절단만으로도 많은 감염 고양이의 생존 기간을 늘릴 수 있지만, 조직 병리학에서 높은 등급이 확인되면 절단 후 화학 요법을 권장한다.

### 공룡
2020년의 한 연구에서는 백악기의 센트로사우루스가 비골에 골육종이 발생했음을 방사선 사진과 조직학적 분석과 인간의 골육종과의 비교를 통해 입증할 수 있었다.